# Cechovní truhla

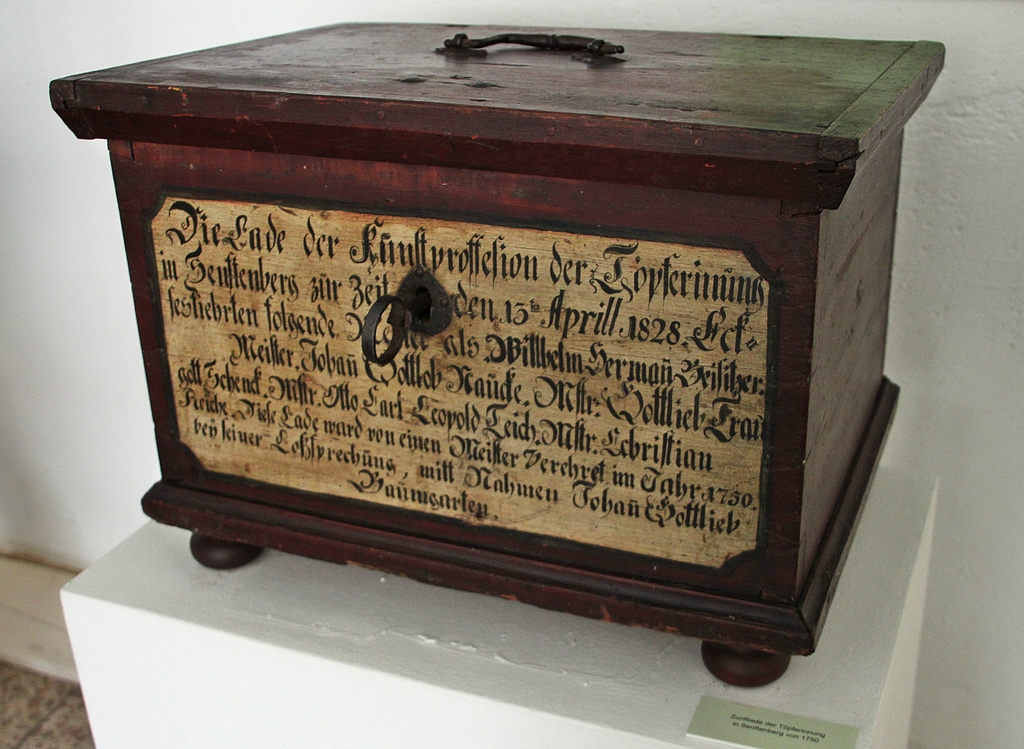
Truhlice cechu hrnčířů

Cechovní truhla (též cechovní truhlice, cechovní pokladna) byla uzamykatelná truhla, často označená znakem, která sloužila cechovním společenstvím k uchovávání důležitých písemností, předmětů a finanční hotovosti. Truhlice hrála významnou roli i při úředním jednání cechů a při jejich ceremoniích.

## Význam
Cechovní truhla představovala významnou součást cechovního života a jako taková je často zmiňována v cechovních artikulích. Sloužila nejenom jako trezor pro vybrané poplatky a pokuty, ale i jako cechovní archiv. Jejím obsahem byly vedle movitého jmění rovněž i výuční listy a potvrzení mistrů, cechovní artikule, dekrety městské rady a jiné písemnosti, cechovní insignie (pečetidlo, případně cechovní korouhev), případně další cennosti jako cechovní poháry, nebo svícny z cínu či stříbra.

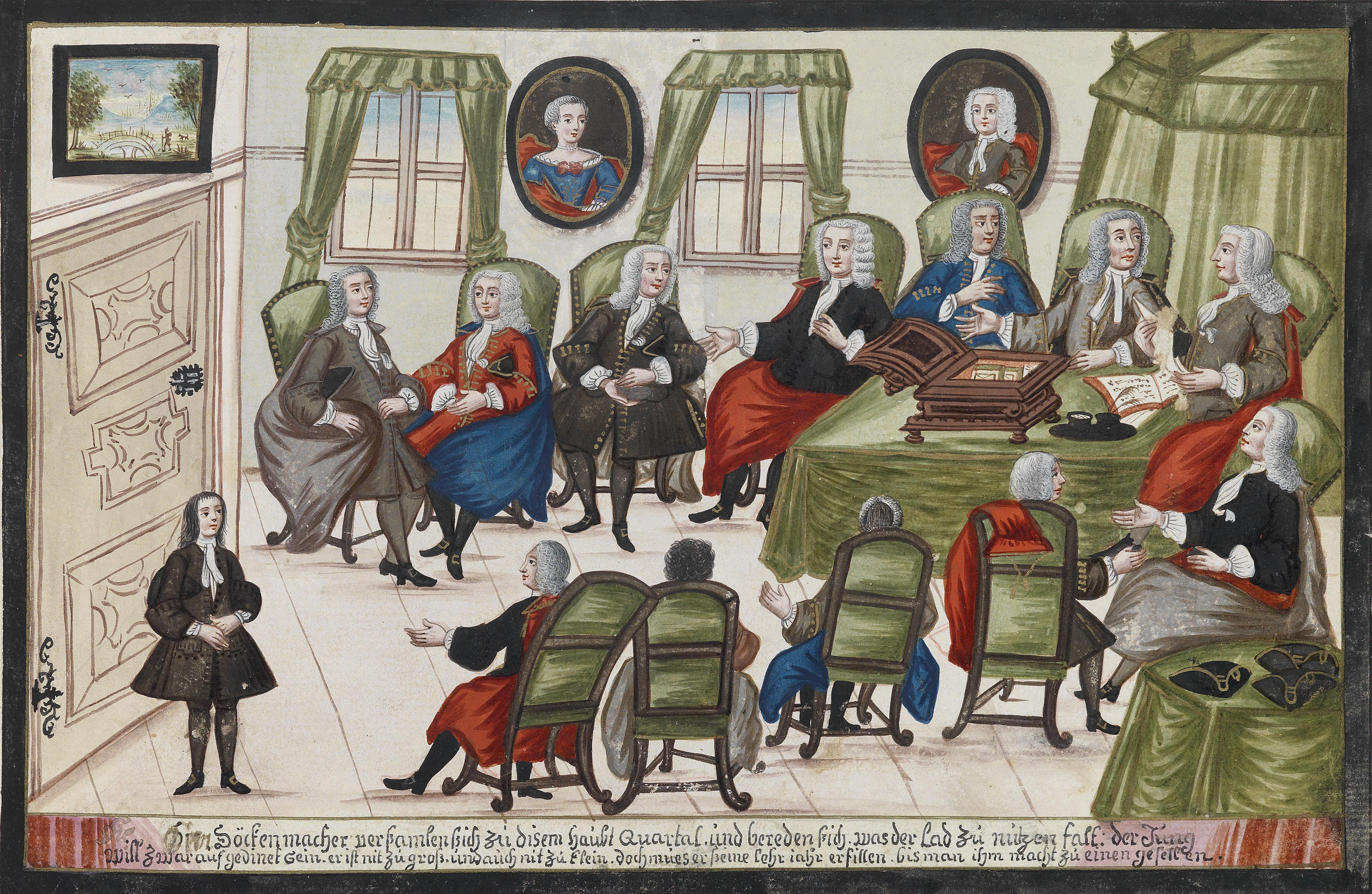
Zasedání cechu pokrývačů ve Vídni (1736)

Cechovní truhlice také hrály důležitou roli v cechovních zvycích, především při pravidelných čtvrtletních zasedáních cechů. Při nich představovalo otvírání truhly slavnostní zahájení schůze. Poté bylo zakázáno klít, hádat se, hrát karty nebo kostky, musely být též odloženy všechny zbraně. Uzavření truhlice znamenalo přerušení nebo ukončení schůze.

## Vzhled
Truhlice byly pokud možno zhotovovány z kvalitnějších druhů dřeva, byly zdobeny řezbou nebo intarzií, ovšem chudší cechy se často musely spokojit s pomalovanými truhlami z měkkého dřeva. Na truhlicích je zpravidla uveden cechovní znak. Jako ochrana před zpronevěrou byla truhlice opatřena více zámky a klíč mělo více mistrů, zpravidla představených cechu, kteří tak truhlu mohli otevřít vždy jen společně. Protože otevírání cechovní pokladny představoval významný obřad, byl často zdobený i vnitřek truhly.

## Uložení truhly
Truhla byla uložena buď v cechovním domě, pokud cech takový měl, nebo v domě jednoho z cechmistrů. V takovém případě se truhla vždy přenášela po volbách jiného cechmistra do nového domu.